# Свети Безсребреници (Солун)
„Свети Безсребреници“ (на гръцки: Ιερός Ναός Αγίων Αναργύρων Ακροπόλεως Θεσσαλονίκης) е православна църква в македонския град Солун, Гърция, енорийски храм на Солунската епархия на Вселенската патриаршия, под управлението на Църквата на Гърция.
Храмът е разположен в историческия акропол на Солун, извън стените на града и под Едикуле (Ептапиргио). Във византийско време в района е имало манастир, посветен на Светите Безсребреници Козма и Дамян. В османско време това е мюсюлманска махала и в него има една малка джамия, наречена Попара Бара. В 20-те години на XX век мюсюлманите се изселват в Турция и на тяхно място са заселени гърци бежанци и джамията е превърната в църква, наречена „Свети Безсребреници“. След Втората световна война църквата става малка и е построена нова църква, открита на 6 септември 1959 година от епископ Стефан Талантски по нареждане на митрополит Пантелеймон Солунски.
В архитектурно отношение новият храм е трикорабна засводена базилика с женска църква. Има и два параклиса – „Свети Безсребреници Кир, Йоан и Пантелеймон“ и „Свети Николай, Свети Григорий Богослов и Свети Лука Симферополски“. Част от енорията е и църквата „Свети Василий“ в парк с кедрови дървета, както и „Свети Елевтерий“ в Едикуле. В храма има смятани за чудотворни икони на Света Богородица Домостроителка (Икономиса) и Света Богородица Скоропослушница.